# دورنير دو بيه
دورنير دو بيه قاذفة ثقيلة ألمانيًة بأربعة محركات، تم تصنيعها بواسطة دورنير للطائرات في الثلاثينيات. تم بناؤها كجزء من إعادة التسلح السرية لألمانيا، في انتهاك صارخ لمعاهدة فرساي.

## التصميم والتطوير
بدأ بناء دو بيه في يوليو 1929، وقامت بأول رحلة لها في 31 مارس 1930. تم اختبار الطائرة في أماكن مثل ليبيتسك.  كانتدو بيه طائرة أحادية السطح شيدت بشكل رئيسي من المعدن، ولكن تم تغطيتها في بعض الأماكن بالقماش. كانت الطائرة مدعومة بأربع أسطوانات من طراز بريستول جوبيتر VI، لكل منها 530 حصانًا. كان لدى الطائرة طاقم مكون من ستة أفراد. تم تطويره في النهاية إلى دورنير دو 11. 

## مواصفات
- Crew: six
- Length: 23.4 m (76 ft 9 in)
- Wingspan: 30 m (98 ft 5 in)
- Height: 6.91 m (22 ft 8 in)
- Wing area: 152.6 m2 (1,643 sq ft)
- Empty weight: 3,630 kg (8,003 lb)
- Max takeoff weight: 12,000 kg (26,455 lb)
- Powerplant: 4 × بريستول جوبيتر VI radial, 400 kW (530 hp) each

Performance
- Maximum speed: 210 km/h (130 mph, 110 kn)
- Service ceiling: 3,500 m (11,500 ft)